# Raveniola hyrcanica
Raveniola hyrcanica is een spinnensoort in de taxonomische indeling van de bruine klapdeurspinnen (Nemesiidae).
Raveniola hyrcanica werd in 1988 beschreven door Dunin.